# Jonatan Hellvig
Jonatan Hellvig (n. 5 octombrie 2001, Lidingö, Comitatul Stockholm, Suedia) este un jucător de volei de plajă ce a reprezentat Suedia, medaliat olimpic. A participat la o ediție a Jocurilor Olimpice (2024) în care a câștigat o medalie de aur.